# Hourglass: The Anthology
Hourglass: The Anthology è un album di raccolta del gruppo musicale statunitense Lamb of God, pubblicato nel 2010.

## Tracce

### CD 1:Volume 1: The Underground Years
1. Black Label – 4:42
2. Ruin – 3:54
3. Bloodletting – 1:58
4. Pariah – 4:26
5. Resurrection 9 – 5:15
6. 11th Hour – 3:44
7. The Subtle Arts of Murder and Persuasion – 4:11
8. As the Palaces Burn – 2:26
9. Terror and Hubris in the House of Frank Pollard – 5:39
10. Lies of Autumn – 4:48
11. O.D.H.G.A.B.F.E. – 5:13
12. Suffering Bastard – 2:09
13. Vigil – 4:44

### CD 2:Volume 2: The Epic Years
1. The Passing – 1:58
2. In Your Words – 5:25
3. Hourglass – 4:01
4. Walk with Me in Hell – 5:11
5. Contractor – 3:22
6. Now You've Got Something to Die For – 3:40
7. Descending – 3:36
8. Set to Fail – 3:46
9. Blacken the Cursed Sun – 5:29
10. The Faded Line – 4:37
11. Dead Seeds (Wrath)
12. Redneck – 3:41
13. Laid to Rest – 3:50

### CD 3:Volume 3: The Vault
1. We Die Alone – 4:38
2. Shoulder of Your God – 5:55
3. Condemn the Hive – 3:41
4. Another Nail for your Coffin – 4:36
5. Nippon – 3:55
6. Now You've got Something to Die For – 3:51
7. Hourglass – 4:32
8. More Time to Kill – 3:41
9. Dead Seeds – 3:52
10. In Your Words – 5:18
11. Leech – 2:28
12. Salivation – 2:09
13. Lame – 2:12
14. Duane – 2:12
15. Ruiner – 1:59
16. Ballad of Kansas City – 1:49
17. Suffering Bastard – 2:01
18. Preaching to the Converted – 2:21

## Formazione
- Randy Blythe – voce
- Mark Morton – chitarra
- Willie Adler – chitarra
- John Campbell – basso
- Chris Adler – batteria, percussioni